# Рехания
Рехания (также Рейхания или Рихания; ивр. רִיחָנִיָּה‎, адыг. Рихьаные, араб. الريحانية‎) — местный совет в Северном округе Израиля. Входит в состав регионального совета Мером-ха-Галиль. Является меньшей из двух черкесских деревень Израиля (вторая — Кфар-Кама).

## География

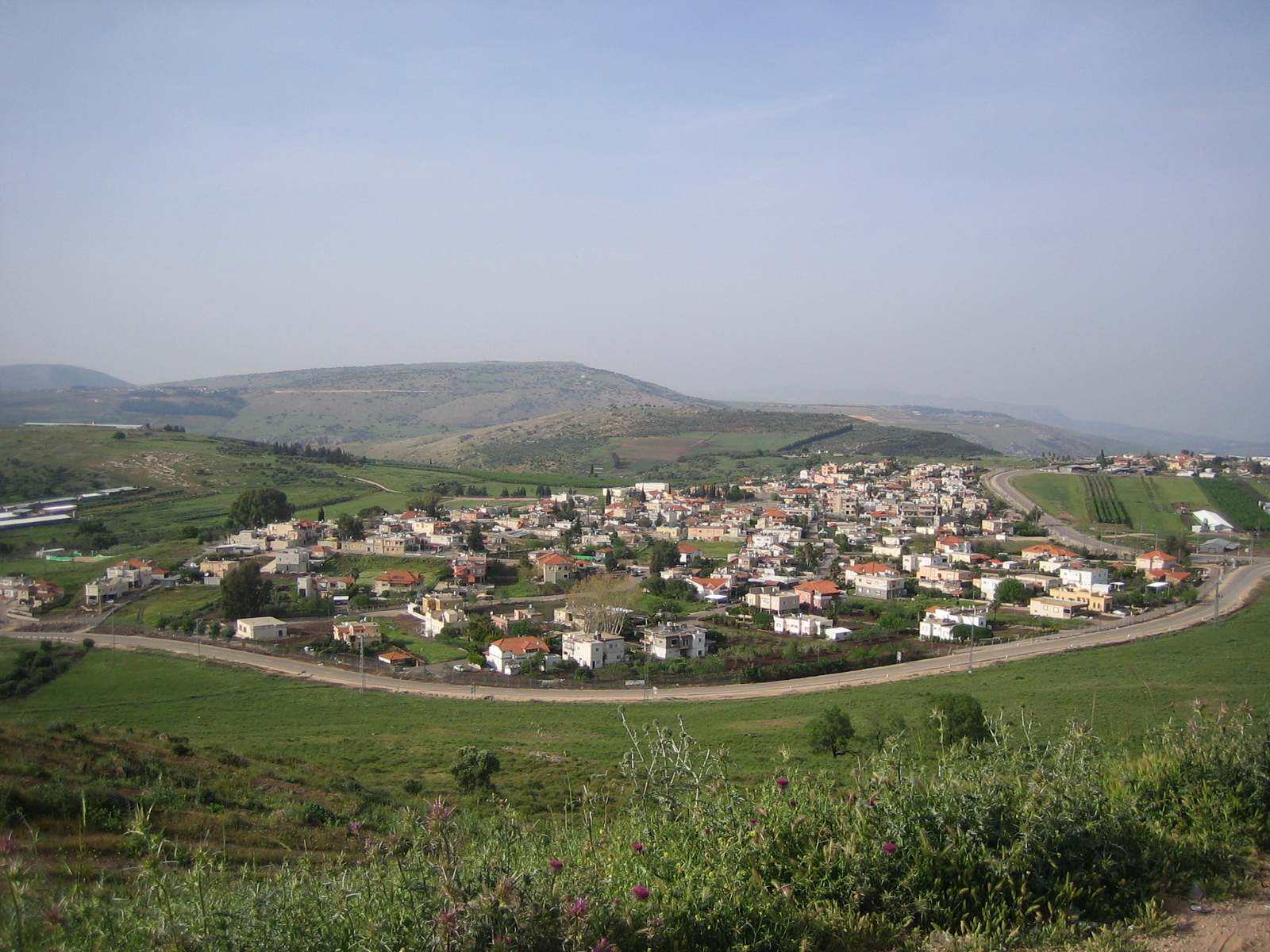
Общий вид на Реханию

Местный совет расположен в северной части Северного округа, в 12 км к северу от города Цфат и в 11 км к югу от ливано-израильской границы.
Граничит с населёнными пунктами Мошав Альма на востоке, Керен-Бен-Зимра на юго-западе, Баръам на западе, Йирон на северо-западе, Дишон и Рамот-Нафтали на северо-востоке.
Местный совет расположен в предгорной зоне. Средние высоты на территории населённого пункта составляют 705 метров над уровнем моря. Рельеф местности в основном холмистый. К северу от местного совета расположен заповедник Нахал-Дишон.
Рехания находится в субтропиках, в зоне средиземноморского климата (Csa согласно классификации климата Кёппена). Лето жаркое, со средними температурами августа +25°С. Зима прохладная, со средними температурами января около +10°С. Среднегодовое количество осадков составляет около 700 мм. В летний период осадки крайне редки. Основное количество осадков выпадает в зимний период.
| Показатель                    | Янв. | Фев. | Март | Апр. | Май  | Июнь | Июль | Авг. | Сен. | Окт. | Нояб. | Дек. | Год  |
| ----------------------------- | ---- | ---- | ---- | ---- | ---- | ---- | ---- | ---- | ---- | ---- | ----- | ---- | ---- |
| Средний суточный максимум, °C | 12,6 | 13,7 | 16,3 | 20,9 | 26,0 | 29,1 | 30,3 | 31,0 | 28,8 | 26,4 | 20,5  | 15,0 | 22,5 |
| Средняя температура, °C       | 9,5  | 10,3 | 12,2 | 15,8 | 20,2 | 23,2 | 24,6 | 25,4 | 23,6 | 21,3 | 16,3  | 11,7 | 17,8 |
| Средний суточный минимум, °C  | 6,4  | 6,9  | 8,2  | 10,7 | 14,4 | 17,4 | 19,0 | 19,9 | 18,4 | 16,2 | 12,2  | 8,4  | 13,2 |
| Норма осадков, мм             | 181  | 142  | 101  | 39   | 13   | 0    | 0    | 0    | 2    | 21   | 74    | 142  | 715  |

## История

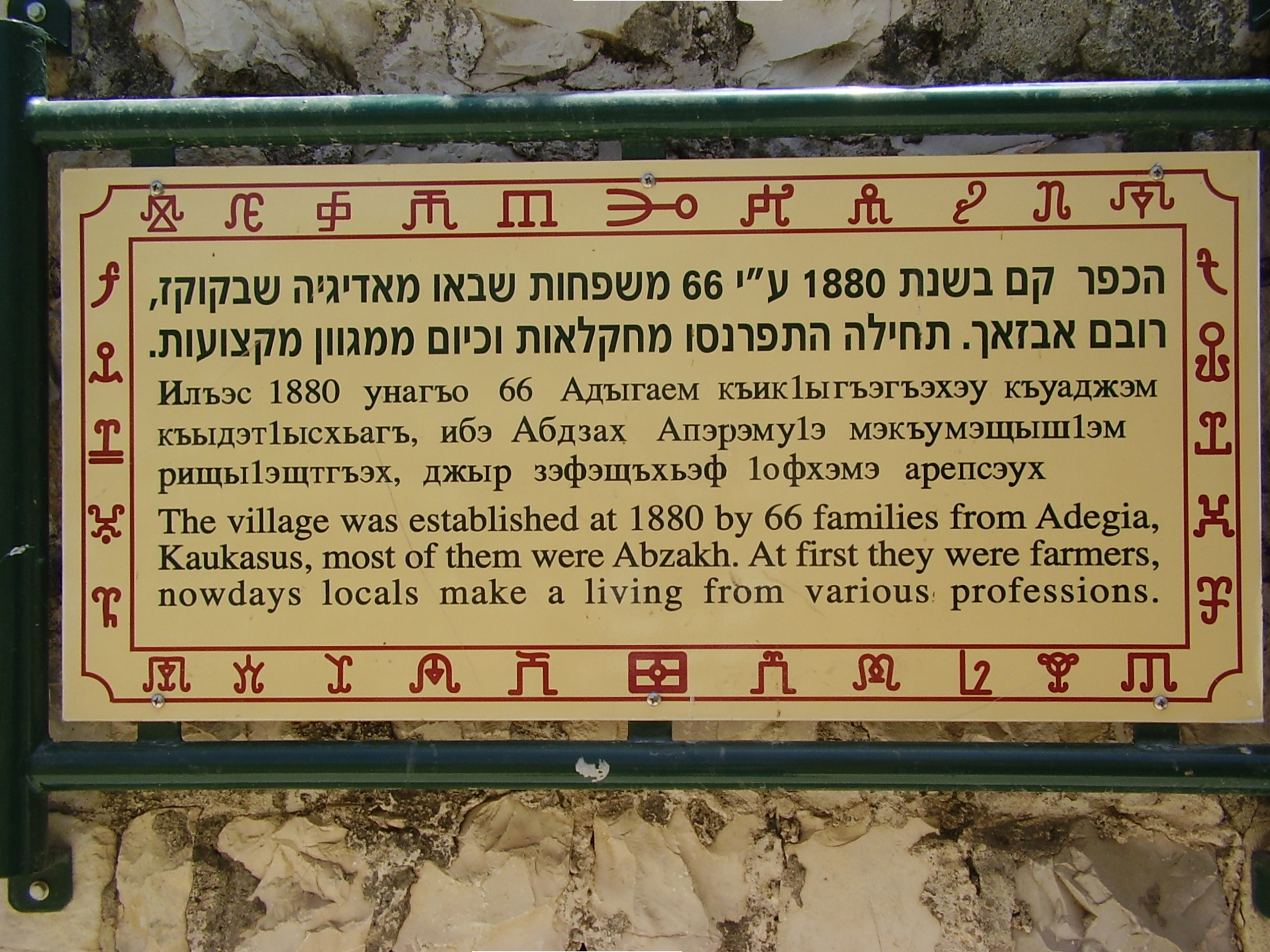
Табличка перед въездом в населённый пункт

Рехания основана в 1878 или 1880 году.
Деревня была построена в традиционном черкесском стиле: дома стояли плотно друг к другу и образовывали защитную стену. Остатки стены сохранялись до 2008 года. В деревне есть мечеть в кавказском стиле, отличающаяся от арабских мечетей. Также здесь находятся музей и центр черкесского наследия.
До 1966 года деревня формально входила в число населённых пунктов Галилеи, управлявшихся в режиме военного положения.

## Религия

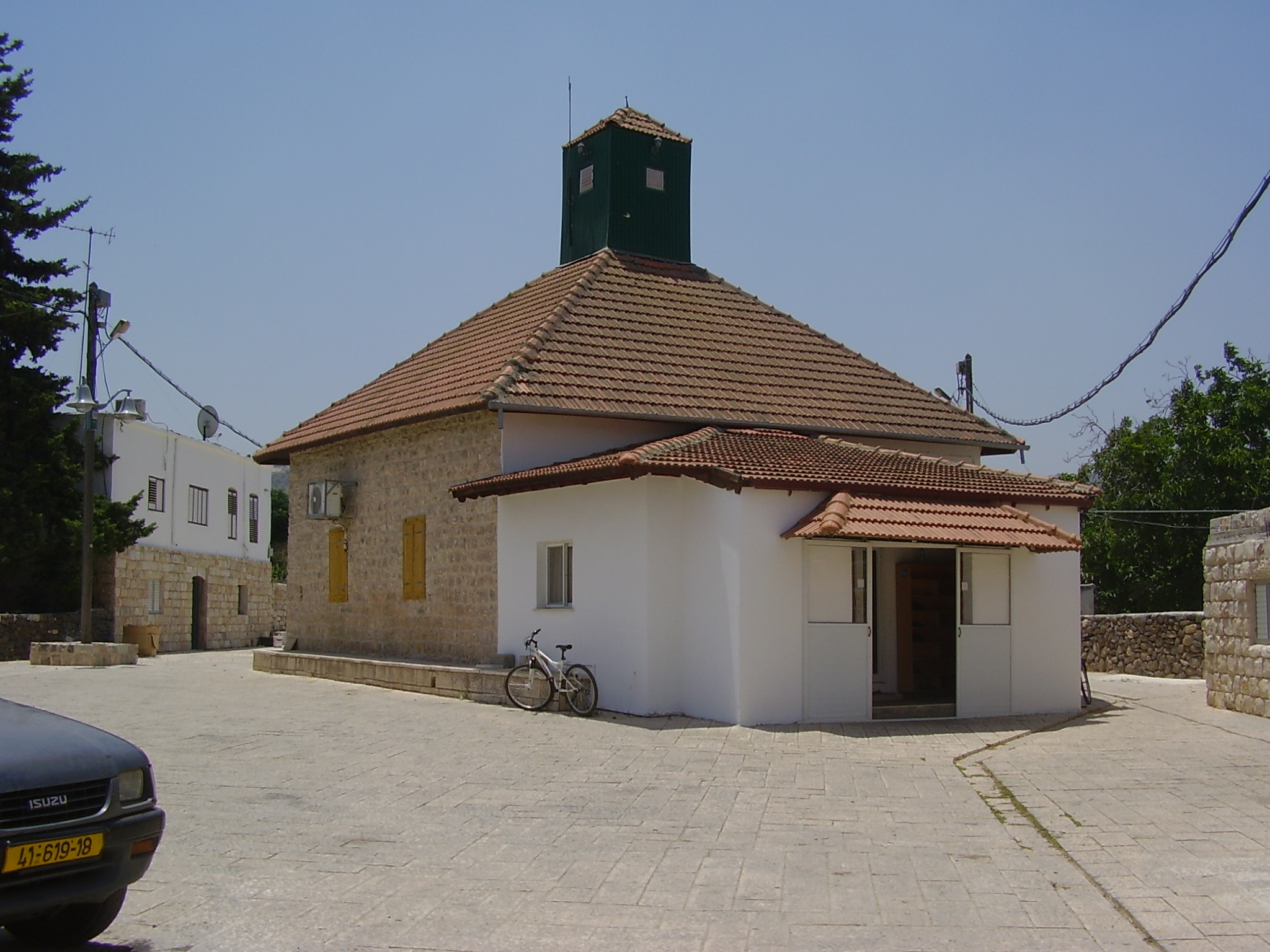
Мечеть в деревне

В населённом пункте действует одна мечеть.

## Культура
О посёлке написана песня Альбертом Тлячевым.